# August Underground's Penance
Penance de August Underground es una película de terror de 2007 dirigida por Fred Vogel, quien también la coescribió con Cristie Whiles. Es la secuela de August Underground's Mordum de 2003, y la última entrega de la serie August Underground, que comenzó en 2001.

## Argumento
August Underground's Penance, continúa el modo narrativo de la serie de mostrar las vidas de los asesinos en serie (ahora solo Peter y su novia Crusty) a través de su cámara, aunque esta entrega abandona el aspecto de "metraje degradado" empleado por las dos primeras películas, siendo filmada en alta definición.
Después de matar a un hombre que se libera de sus ataduras e intenta escapar de ellas, Peter y Crusty visitan varios lugares de la ciudad y disfrutan de unos fuegos artificiales en una celebración. Luego se muestra a Peter en su sótano, burlándose de un hombre semiconsciente al que le han clavado clavos en varias partes de su cuerpo. A continuación, Peter y Crusty van de excursión, atacan a un vagabundo que encuentran durmiendo debajo de un puente y abren a un hombre para poder sacarle los intestinos gorgoteantes . Luego, los dos asisten a una fiesta, donde Peter consume drogas, Crusty coquetea con otras mujeres y le dan de comer una rata viva a un caimán como mascota.
Alrededor de Navidad, Peter y Crusty irrumpen en la casa de una familia. Peter golpea al padre con un martillo y asfixia a la madre, a quien no logra violar porque no puede lograr una erección. Cuando la hija pequeña de la pareja muerta se topa con los dos intrusos, Crusty la estrangula. Mientras Peter se va a duchar, Crusty abre algunos de los regalos de la familia y luego se queda dormido junto a los cadáveres de la niña y su madre. Más tarde, mientras ve actuar a una banda, Crusty va a una habitación vacía con un hombre, con quien tiene sexo anal duro . De vuelta en el sótano, Peter y Crusty torturan y asesinan a varias personas que han encarcelado. Luego, desarman un ciervo muerto y, con la ayuda de un amigo, le dan de comer pedazos a un león. Luego, los dos disfrutan de varias actividades recreativas, como disparar en un campo de tiro improvisado y competir en vehículos todo terreno.
Mientras Peter mata a golpes a un hombre con un martillo, Crusty bebe un poco de la sangre derramada y luego ayuda a Peter a desmembrar un cuerpo femenino. Cuando Peter se despierta de una siesta, él y Crusty discuten. Luego se muestra a Peter extrayendo el feto de una mujer embarazada, un acto que hace que Crusty se derrumbe. Cuando sus intentos de consolar a Crusty fracasan, Peter la viola y luego él mismo se pone histérico. Peter se emborracha y procede a descargar sus frustraciones con una mujer en el sótano mientras grita insultos a Crusty, que todavía está sollozando histéricamente en el piso de arriba. Cuando Peter se desmaya, Crusty le arroja alcohol y otros fluidos al cuerpo, mientras despotrica sobre lo mucho que lo odia.
Después de golpear y atar a una mujer, Peter se masturba y le unta su semen. Cuando Crusty se entera de esto, se pelea físicamente con Peter; él la golpea mientras ella le grita insultos y blasfemias. Cuando Peter se queda dormido, Crusty lo escupe y estrangula a su cautivo hasta la muerte. Con la mujer muerta, Crusty vuelve a derrumbarse y comienza a pedir perdón y a divagar sobre cómo "quiere salir". La película termina con Crusty yendo al baño y suicidándose por autoasfixia.

## Reparto
- Fred Vogel como Peter Mountain[1][2]
- Cristie Whiles como Crusty
- Merle Allin como él mismo
- J. B. Beverly como él mismo
- Dino Sex como él mismo

## Recepción
Dread Central le otorgó un cuatro sobre cinco, que escribió: "Me sentí incómodo, perturbado y un poco enfermo por verlo. Tampoco puedo evitar sentir como si acabara de ver arte. Arte enfermizo y jodido, pero arte de todos modos" y concluyó que al ver la película "te sentirás sucio, asqueado y un poco jodido por verla, y para mí, eso es lo bueno de ella". Digital Retribution le dio a Penance un tres sobre cinco y encontró que la película era mucho más profesional que sus predecesoras, y que "ciertamente no es para todos, ni siquiera para algunos que se consideran amantes del terror duro, la película de August Underground". Penance es un festival contundente y falso . También es un final apropiado para la serie con los actores Fred Vogel y Cristie Whiles profundizando en niveles de intensa paranoia, mostrando una disminución en la estabilidad mental y psíquica mientras se tortura y. masacrando a individuos anónimos Se esfuerza por lograr un punto de expresión de la mente de un asesino en serie moderno y, aunque esto puede perderse o no ser apreciado por aquellos que esperan un Mordum 2 , le otorga a la película una credibilidad que ciertamente faltaba en August Underground's Mordum.
The Worldwide Celluloid Massacre declaró que si bien los protagonistas "tienen que actuar en esta entrega", seguía siendo "la misma enfermedad aburrida" y "la misma basura de tabaco realista e inútil".